# 大营子天主教堂
大营子天主教堂位于内蒙古自治区赤峰市林西县城北9公里的大营子乡。是一座哥特式教堂建筑，已列为内蒙古自治区文物保护单位。

## 历史
大营子是一个天主教村，创建于1909年林西建县之初。当时，比利时圣母圣心会神父袁敬和购买城北9公里处的荒地100余亩，建立传教基地。1917年，比利时籍神父龚振伦、金甲元用军队的赔款建造目前的哥特式教堂，并陆续建造修道院、修女院、婴儿院、老头会、医院、教会学校等。
1941年太平洋战争爆发，日军逮捕9位加拿大籍神父，教堂从此衰落。1945年八路军攻占林西，该堂改为冀热辽军区第二十军分区后方医院。1949年后改作粮食仓库。1966年8月文化大革命中，红卫兵毁坏了教堂尖顶。1981年归还教堂，恢复宗教活动。1985年修复了教堂尖顶。2010年，教堂周围建成广场，环境得到改善。

## 建筑
大营子天主教堂建于1917年，哥特式建筑风格，规模宏大。使用面积532平方米，可容纳2000余人。屋脊高16米，钟楼高27米。堂内有26根花岗石柱。

## 保护
2006年9月4日，大营子天主教堂由内蒙古自治区人民政府公布为第四批内蒙古自治区文物保护单位，编号4-192。